# Timothy Fosu-Mensah
Evans Timothy Fosu Fosu-Mensah (født d. 2. januar 1998) er en hollandsk professionel fodboldspiller, som spiller for Bundesliga-klubben Bayer Leverkusen.

## Baggrund
Fosu-Mensah er født i Amsterdam til forældre fra Ghana. Hans to brødre, Alfons Fosu-Mensah og Paul Fosu-Mensah, er også fodboldspillere.

## Klubkarriere

### Manchester United
Fosu-Mensah gjorde sin professionelle debut med Manchester United den 28. februar 2016. Han havde i sin tid hos klubben lejeaftaler til Crystal Palace og til Fulham.

### Bayer Leverkusen
Fosu-Mensah skiftede i januar 2021 til Bayer Leverkusen på en fast aftale.

## Landsholdskarriere

### Ungdomslandshold
Fosu-Mensah har repræsenteret Holland på flere ungdomsniveauer.

### Seniorlandshold
Fosu-Mensah debuterede for Hollands landshold den 31. april 2017.

## Titler
Manchester United
- FA Cup: 1 (2015-16)
- UEFA Europa League: 1 (2016-17)